# Pseudocellus ignotus
Espèce
Pseudocellus ignotus est une espèce de ricinules de la famille des Ricinoididae.

## Distribution
Cette espèce est endémique de la province de Pinar del Río à Cuba. Elle se rencontre dans la Sierra de los Órganos dans une grotte.

## Description
La femelle holotype mesure 6,24 mm.

## Systématique et taxinomie
Cette espèce a été décrite par Armas en 2017.

## Publication originale
- Armas, 2017 : « Cuatro especies nuevas de Pseudocellus de Cuba (Arachnida: Ricinulei). » Revista ibérica de aracnología, vol. 30, p. 87–99.